# Blepharicera uenoi
Blepharicera uenoi är en tvåvingeart som beskrevs av Kitakami 1937. Blepharicera uenoi ingår i släktet Blepharicera och familjen Blephariceridae.
Artens utbredningsområde är Taiwan. Inga underarter finns listade i Catalogue of Life.